# 田倉崎

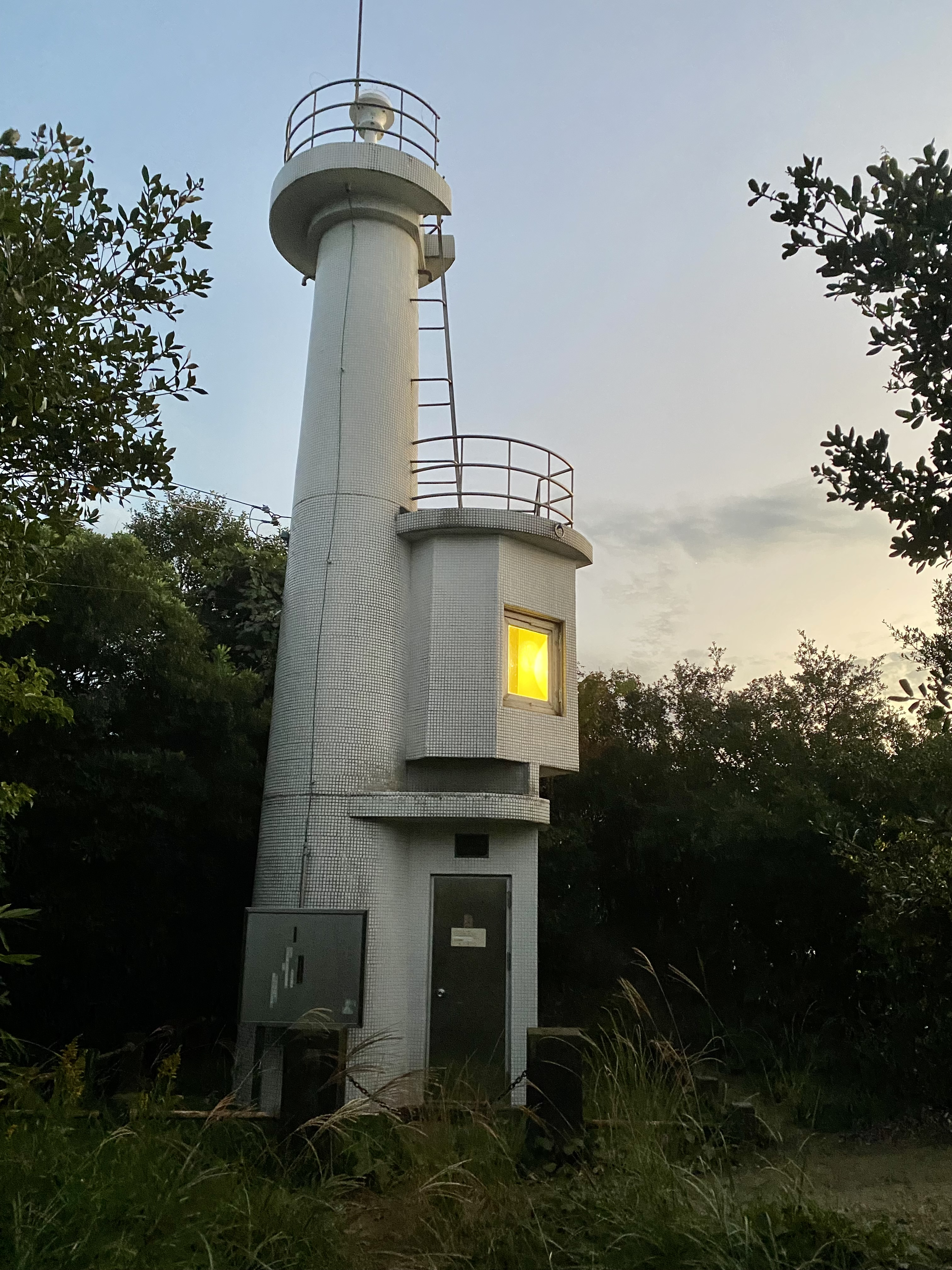
田倉埼灯台

田倉崎（たくらざき）は、和歌山県和歌山市加太に位置し、紀伊水道北東端に面する岬。紀伊半島の北西端。

## 概要
北西の友ヶ島及び紀淡海峡を隔てて、大阪湾と接する。背後に鉢巻山（標高130.5メートル）を控え、海岸は岩礁が多く磯釣り客で賑わう。田倉埼灯台がある（高さ49メートル、光達19海里）。
由良要塞の一部で1904年（明治37年）に完成した砲台跡などの遺構が、「和歌山市立少年自然の家」の敷地内に現存している。

## 交通
- 南海加太線加太駅から徒歩3キロメートル。

座標: 北緯34度15分48.0秒 東経135度03分42.0秒 / 北緯34.263333度 東経135.061667度